# Eidskogs kommun
Eidskogs kommun (norska: Eidskog kommune) är en kommun i Innlandet fylke i sydöstra Norge. Kommunen gränsar i väster mot Aurskog-Hølands och Nes kommuner i Akershus fylke, i norr mot Sør-Odals och Kongsvingers kommuner samt i söder mot Eda kommun i Värmlands län i Sverige. Kommunens centralort är tätorten Skotterud. 
Halva Morokulien inklusive halva fredsmonumentet från 1914 ligger i kommunen. De andra två delarna finns i svenska Eda kommun.
Kommunen är med i den nordiska samarbetsregionen ARKO.

## Administrativ historik
Eidskogs kommun bildades 1864 genom en delning av Vingers kommun. En mindre gränsjustering skedde 1986 då ett område med 14 invånare överfördes från Kongsvingers kommun.

## Tätorter
I Eidskogs kommun finns två tätorter:
- Magnor
- Skotterud (centralort)

## Socknar
Inom Norska kyrkan är Eidskogs kommun indelad i två socknar:
- Eidskogs socken
- Vestmarka socken

Socknarna ingår i Solør, Vinger og Odals prosteri i Hamars stift.

## Externa källor
- Officiell webbplats
- Wikimedia Commons har media som rör Eidskogs kommun.